# Hadena vigas
Hadena vigas är en fjärilsart som beskrevs av William Schaus 1894. Hadena vigas ingår i släktet Hadena och familjen nattflyn. Inga underarter finns listade i Catalogue of Life.